# Спасское (Верхнехавский район)
Спа́сское — село в Верхнехавском районе Воронежской области.
Входит в состав Спасского сельского поселения.

## Население
| 2000 | 2005 | 2010 |
| ---- | ---- | ---- |
| 18   | ↘7   | ↗16  |

## Улицы
В селе имеется одна улица — Скачкова.